# Athlon
AMD Athlon (в русском языке «Атло́н») — торговое название представленного 23 июня 1999 года компанией AMD высокопроизводительного x86-совместимого процессора с микроархитектурой K7.
Новый процессор был призван конкурировать с Pentium III компании Intel, а название Athlon происходит от др.-греч. ἆθλον — («соревнование», «награда в соревновании», или «место боя; арена») и отражало претензию компании AMD на лидерство своего процессора.
Новое ядро K7 имело множество нововведений, что позволило значительно поднять производительность процессора Athlon по сравнению с предыдущими процессорами компании, в результате чего на момент анонса Athlon являлся самым производительным процессором архитектуры x86, превосходя своего основного конкурента — Intel Pentium III.
AMD продолжает использовать название Athlon и в последующих сериях своих микропроцессоров.

## Общая информация

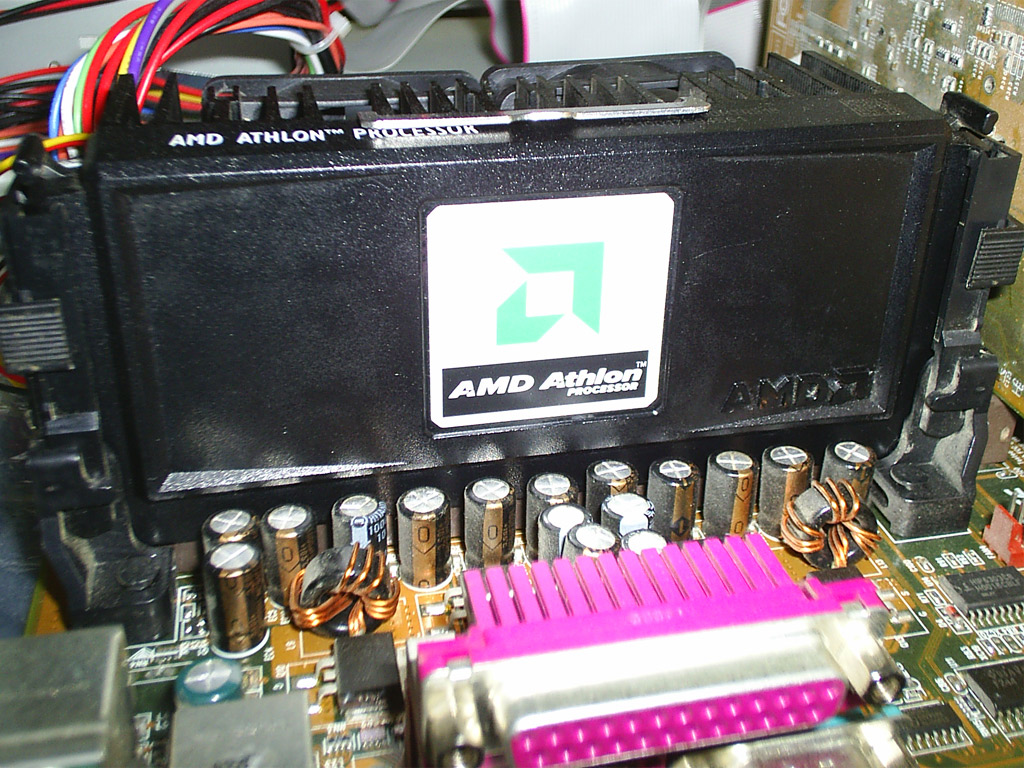
AMD Athlon 700 (Pluto)

Процессоры AMD Athlon для настольных компьютеров выпускались в двух вариантах корпусов: SECC (все модификации) и FCPGA (Thunderbird).
Процессор Athlon в корпусе SECC представляет собой полностью закрытый картридж, содержащий процессорную плату с установленным на ней ядром процессора (во всех модификациях), а также микросхемами кэш BSRAM (во всех модификациях, кроме процессоров на ядре Thunderbird). Процессор предназначен для установки в 242-контактный щелевой разъём Slot A.
В процессорах, основанных на ядрах Argon, Pluto и Orion, кэш второго уровня работает на частоте от трети до половины частоты ядра, а в процессорах на ядре Thunderbird — на частоте ядра.
На процессорной плате также находится ножевой 40-контактный технологический разъём, закрытый картриджем. Разъём содержит контакты, отвечающие за установку напряжения питания и тактовой частоты. С помощью специального устройства, подключаемого к процессору, возможно изменение этих параметров.
Картридж состоит из двух частей: металлической теплоотводной пластины, контактирующей с кристаллом процессора и микросхемами кэш-памяти (в случае с процессорами, имеющими внешний кэш), а также пластикового кожуха, закрывающего процессорную плату и защищающего установленные на ней элементы от повреждений. Маркировка находится на верхней грани картриджа.

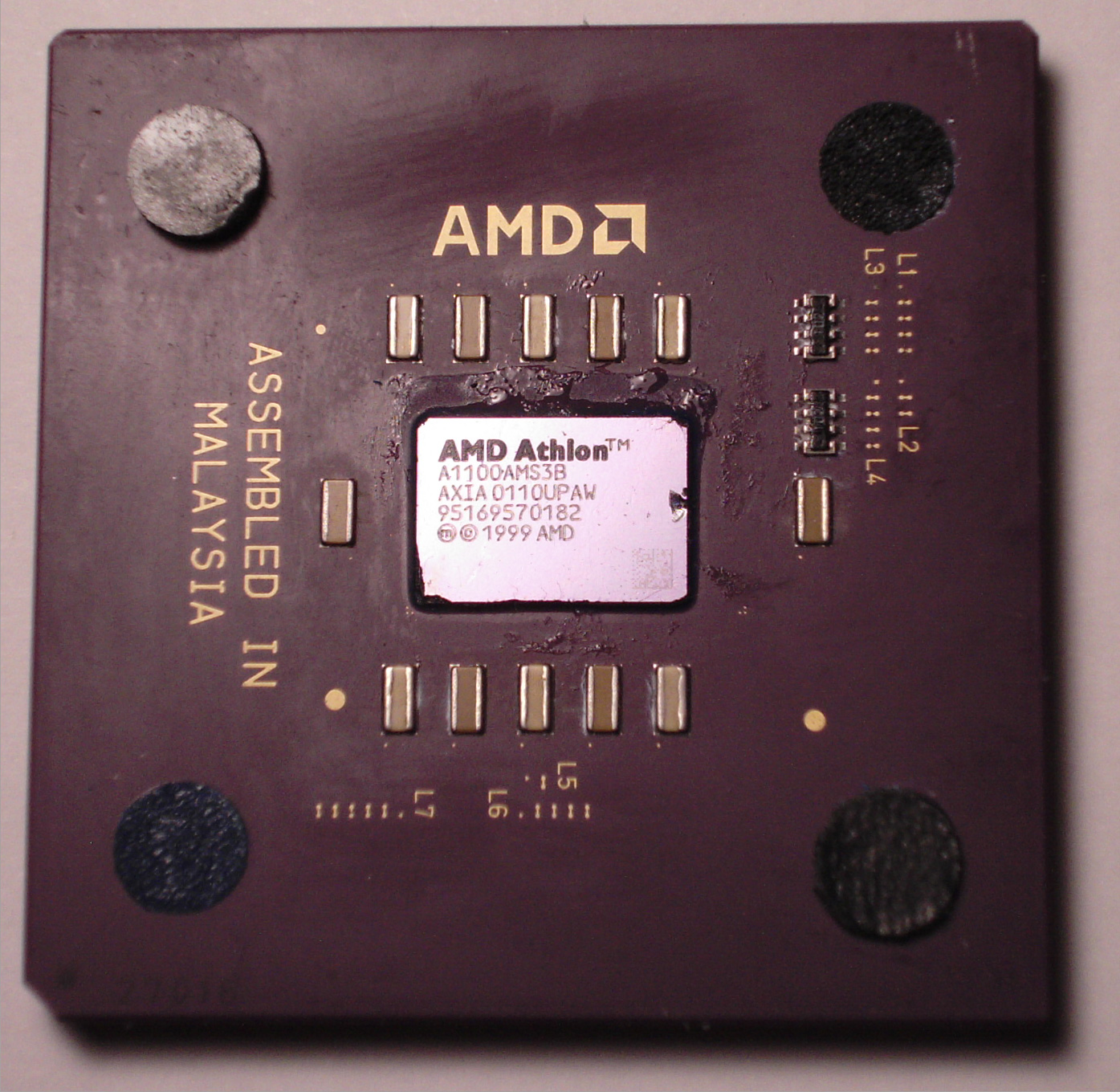
AMD Athlon 1100 (Thunderbird)

Процессоры Athlon в корпусе типа FCPGA предназначены для установки в системные платы с 462-контактным гнездовым разъёмом Socket A и представляют собой подложку из керамического материала с установленным на ней открытым кристаллом на лицевой стороне и контактами на обратной (453 контакта). Существовали также процессоры с органической подложкой, выпущенные ограниченной партией. На стороне ядра расположены SMD-элементы, а также контакты, задающие напряжение питания и тактовую частоту (обычно называемые мостиками). Контакты располагаются группами, которые имеют обозначения L1 — L7. Маркировка нанесена на кристалл процессора.
Изначально кристалл не был защищён от сколов, которые могли происходить в результате перекоса радиатора при его неправильной установке неквалифицированными пользователями, однако вскоре появилась защита от перекосов в виде четырёх круглых прокладок, расположенных в углах подложки. Несмотря на наличие прокладок, при неаккуратной установке радиатора неопытными пользователями кристалл всё же мог получать трещины и сколы (процессоры с такими повреждениями обычно назывались «ко́лотыми»). В ряде случаев процессор, получивший существенные повреждения кристалла (сколы до 2—3 мм с угла), продолжал работать без сбоев или с редкими сбоями, в то же время, процессор с незначительными сколами мог полностью выйти из строя. Простейший способ проверки процессора на наличие сколов кристалла заключался в проведении по граням кристалла ногтем. В случае наличия сколов палец явно ощущал шероховатость. При наличии лупы или микроскопа сколы определялись визуально. Однако соблюдение мер предосторожности при сборке или установка опытным сборщиком, вместо самостоятельной установки, исключали механические повреждения процессоров с открытым ядром, таких, как процессоры семейства AMD K7 или Intel Pentium III и Celeron с ядром Coppermine.

## Модели
На выставке Comdex Fall, проходившей осенью 1997 года в Лас-Вегасе (США), компанией AMD было объявлено о разработке принципиально нового процессора под кодовым названием K7, который должен прийти на смену процессорам серии K6. В октябре 1998 года были выпущены первые инженерные образцы нового процессора.
Первые процессоры Athlon (ядро Argon) предназначались для настольных компьютеров и производились по 250-нм КМОП-технологии. На смену ядру Argon пришло 180-нм ядро Pluto. Модель, работавшая на частоте 1 ГГц, получила наименование Orion.
Следующим ядром, использованным в процессорах семейства Athlon, стало 180-нм ядро Thunderbird, получившее интегрированный кеш второго уровня. Дальнейшим развитием семейства десктопных процессоров Athlon стали процессоры Athlon XP, вышедшие в октябре 2001 года.
| Тактовая частота, МГц | 500          | 550          | 600          | 650            | 700            |
| Частота FSB, МГц      | 200          | 200          | 200          | 200            | 200            |
| Анонсирован           | 23 июня 1999 | 23 июня 1999 | 23 июня 1999 | 9 августа 1999 | 4 октября 1999 |
| Цена, долл.           | 324          | 479          | 699          | 849            | 849            |

| Тактовая частота, МГц | 550            | 600            | 650            | 700            | 750            | 800           | 850             | 900          | 950          | 1000         |
| Частота FSB, МГц      | 200            | 200            | 200            | 200            | 200            | 200           | 200             | 200          | 200          | 200          |
| Анонсирован           | 29 ноября 1999 | 29 ноября 1999 | 29 ноября 1999 | 29 ноября 1999 | 29 ноября 1999 | 6 января 2000 | 11 февраля 2000 | 6 марта 2000 | 6 марта 2000 | 6 марта 2000 |
| Цена, долл.           | —              | —              | —              | —              | 799            | —             | 849             | 899          | 999          | 1299         |

| Тактовая частота, МГц | 700         | 750         | 800         | 850         | 900         | 950         | 1000            | 1100            | 1200            | 1000            | 1133            | 1200          | 1333          | 1300        | 1400        |
| Частота FSB, МГц      | 200         | 200         | 200         | 200         | 200         | 200         | 200             | 200             | 266             | 266             | 266             | 266           | 200           | 200         | 266         |
| Анонсирован           | 5 июня 2000 | 5 июня 2000 | 5 июня 2000 | 5 июня 2000 | 5 июня 2000 | 5 июня 2000 | 28 августа 2000 | 17 октября 2000 | 30 октября 2000 | 30 октября 2000 | 30 октября 2000 | 22 марта 2001 | 22 марта 2001 | 6 июня 2001 | 6 июня 2001 |
| Цена, долл.           | —           | —           | —           | —           | —           | —           | 853             | 612             | —               | —               | —               | 350           | 318           | 253         | 253         |

### Argon (Model 1)

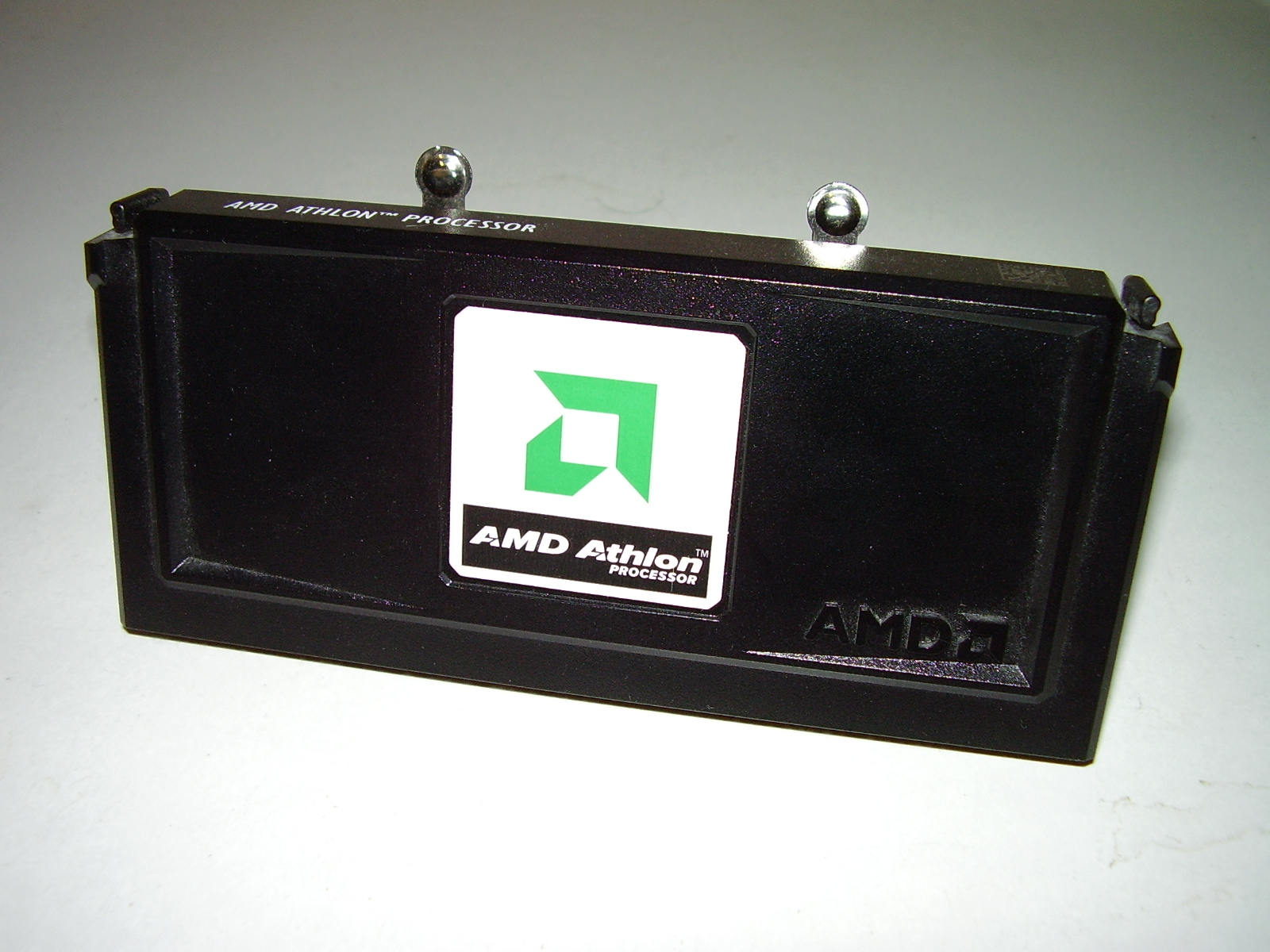
AMD Athlon 550 МГц

Первое ядро, использованное в процессорах Athlon, имеет принципиально новую архитектуру по сравнению с предыдущими процессорами компании AMD.
Ключевыми особенностями процессоров архитектуры К7 являются:
- Новый блок целочисленных вычислений (ALU), содержащий три конвейера глубиной 10 стадий. Это позволяет процессору выполнять до трёх инструкций за такт.
- Новый блок вещественночисленных вычислений (FPU), содержащий три конвейера глубиной 15 стадий. В предыдущих процессорах компании AMD блок FPU не был конвейерным и не мог начать выполнять новую команду, пока не закончится выполнение предыдущей, что приводило к сильному падению производительности.
- Системная шина EV6, лицензированная у компании DEC, обеспечивающая передачу данных по обоим фронтам тактового сигнала. Это позволило при физической частоте 100 МГц получить эффективную частоту 200 МГц, что соответствует пропускной способности 1,6 Гб/с. Кроме того, шина EV6 использует протокол точка-точка, что позволяет организовать более эффективную многопроцессорную систему.
- Кеш-память первого уровня объёмом 128 Кбайт (64 Кбайт кеш инструкций и 64 Кбайт кеш данных).
- Расширенный набор инструкций Extended 3DNow!.

Кеш второго уровня объёмом 512 Кбайт работает на половине частоты ядра и выполнен в виде двух микросхем BSRAM (обычно использовались микросхемы производства Toshiba или NEC), расположенных по обе стороны кристалла процессора.
Для упрощения производства системных плат щелевой разъём Slot A был сделан механически совместимым с популярным разъёмом процессоров Intel — Slot 1, что позволяло производителям использовать один и тот же разъём на системных платах для процессоров Celeron, Pentium II, Pentium III (на ядре Katmai) и Athlon. Электрически разъёмы Slot A и Slot 1 несовместимы. Различна также нумерация выводов разъёма.
Процессоры Athlon на ядре Argon содержали 22 млн транзисторов и выпускались по 250-нм технологии, площадь кристалла составляла 184 мм². Напряжение питания — 1,6 В, максимальное тепловыделение — 50 Вт (на частоте 700 МГц).

### Pluto и Orion (Model 2)

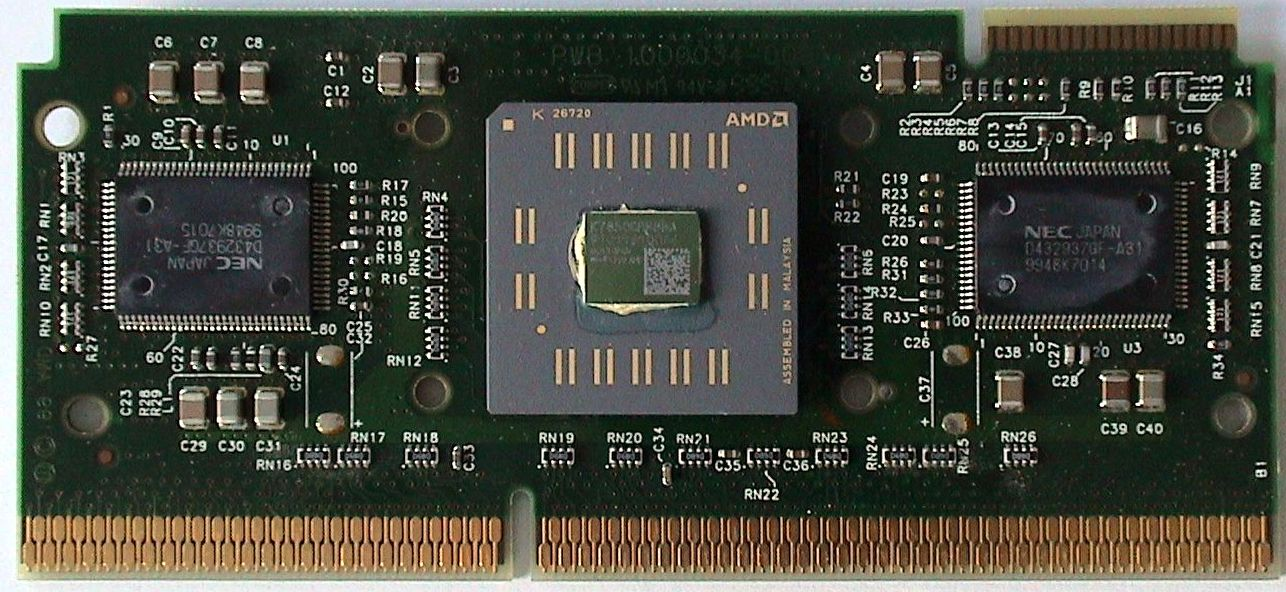
AMD Athlon (K75)

Ядро Pluto, также известное как K75, представляет собой ядро Argon (K7), выполненное по 180-нм технологии. Переход на новую технологию позволил поднять тактовую частоту процессоров Athlon до 1 ГГц. Ядро процессора Athlon, работающего на частоте 1 ГГц, получило собственное наименование — Orion.
Кэш память второго уровня по-прежнему работала на неполной частоте ядра, однако, в связи с ростом частоты ядра и невозможностью работы микросхем BSRAM на частотах выше 350 МГц, были введены новые делители частоты кэш-памяти — 2/5 и 1/3. Таким образом, для различных моделей частота работы микросхем кэш-памяти составляла: для моделей до 700 МГц — 1/2 частоты ядра (275—350 МГц), для моделей от 900 МГц — 1/3 частоты ядра (300—333 МГц), для остальных — 2/5 частоты ядра (300—340 МГц).
По причине того, что частота работы кэша второго уровня в процессорах Athlon на ядре K75 максимальна у модели 700 МГц, дальнейшее увеличение тактовой частоты ядра не приводило к соответствующему росту производительности из-за меньшей частоты работы кэша.
Ядро K75, как и ядро Argon, содержит 22 млн транзисторов, однако, за счёт перехода с 250-нм на 180-нм технологию, площадь ядра сократилась до 102 мм². Напряжение питания — от 1,6 до 1,8 В, максимальное тепловыделение — 65 Вт (на частоте 1000 МГц).

### Thunderbird (Model 4)

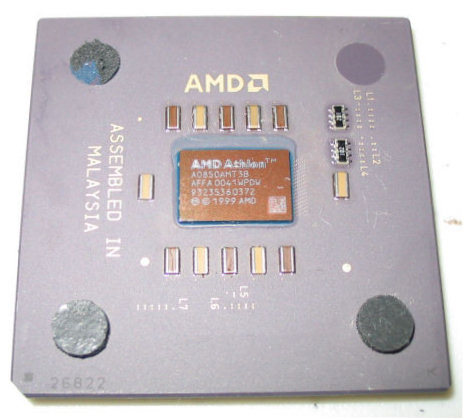
AMD Athlon 850 МГц (Thunderbird)

Ядро Thunderbird представляет собой ядро K75 с интегрированным кэшем второго уровня объёмом 256 Кбайт, работающим на частоте ядра. В отличие от предшествующих процессоров, имеющих кэш-память с инклюзивной архитектурой, кэш-память процессоров на ядре Thunderbird имеет эксклюзивную архитектуру. При такой организации кэш-памяти данные, находящиеся в кэш-памяти первого уровня, не дублируются в кэш-памяти второго уровня. Это позволило получить в процессорах на ядре Thunderbird кэш с эффективным объёмом 384 Кбайт (128 Кбайт кэша первого уровня и 256 Кбайт кэша второго уровня).
Недостатками процессоров Athlon являются относительно высокая латентность кэш-памяти, а также не изменившаяся при интеграции кэш-памяти второго уровня ширина её шины, по-прежнему составлявшая 64 бит (в то время как процессор Pentium III с интегрированным кэшем имеет 256-битную шину).
Интеграция кэш-памяти второго уровня в ядро процессора, наряду с повышением производительности, позволила в дальнейшем отказаться от использования процессорной платы и картриджа. Процессоры Athlon на ядре Thunderbird выпускались в двух вариантах корпусов:
- SECC (модели 650—1000 МГц с частотой системной шины 200 МГц).
- FCPGA (все модели).

Первоначально процессоры на ядре Thunderbird имели частоту системной шины 200 МГц. В поздних моделях частота системной шины повышена до 266 МГц.
Процессоры на ядре Thunderbird содержали 37 млн транзисторов и выпускались по 180-нм технологии, площадь кристалла составляла 120 мм². Напряжение питания — от 1,7 до 1,75 В, максимальное тепловыделение — 72 Вт (на частоте 1400 МГц).
Тепловыделение процессоров Athlon превышало тепловыделение конкурирующих процессоров Pentium III, однако эти процессоры не имели встроенных средств измерения температуры ядра. Измерение осуществлялось с помощью термодатчика, расположенного под процессором («подсокетный датчик»), и отличалось низкой точностью. Зачастую датчик не контактировал с корпусом процессора, а измерял температуру воздуха возле процессора. Тем не менее эффективность термозащиты в процессорах Athlon была достаточной для защиты процессора в обычных условиях эксплуатации, защищая от таких ситуаций, как остановка кулера. В то же время установка процессора требовала некоторой квалификации: при неправильной установке кулера были возможны механические и тепловые повреждения (например, в том случае, если перекос радиатора не привёл к выходу процессора из строя вследствие скола, отсутствие контакта между кристаллом процессора и радиатором приведёт к тепловым повреждениям процессора). Распространённое среди неопытных пользователей мнение о ненадёжности процессоров Athlon было связано со случаями неправильной установки процессора, с агрессивными акциями (так, например, в известном видеоролике Томаса Пабста была представлена малореальная ситуация полного отказа системы охлаждения), а также недостатком доступных в продаже эффективных и удобных в установке кулеров в первое время после выхода процессоров Athlon на ядре Thunderbird. С появлением эффективных кулеров проблема охлаждения процессоров Athlon перестала существовать.
Ядро Thunderbird легло в основу процессоров для недорогих компьютеров — AMD Duron. От процессоров Athlon они отличались уменьшенным объёмом кэш-памяти второго уровня. Дальнейшим развитием ядра Thunderbird стало ядро Palomino, использовавшееся в процессорах Athlon XP.

## Положение на рынке и сравнение с конкурентами
Athlon являлся флагманским процессором компании AMD для настольных компьютеров с момента выхода в июне 1999 года и до появления на рынке процессора Athlon XP в октябре 2001 года. Параллельно с Athlon существовали следующие x86-процессоры:
- Intel Pentium III (Katmai). Конкурировал с процессорами Athlon на ядрах Argon, Pluto и Orion. Во многих задачах уступал процессору Athlon, в некоторых — опережал за счёт наличия поддержки расширений SSE.
- Intel Pentium III (Coppermine). Конкурировал с процессорами Athlon на ядрах Pluto, Orion и Thunderbird. В некоторых задачах уступал процессорам Athlon за счёт архитектурных преимуществ процессоров семейства К7, в некоторых — опережал их за счёт наличия поддержки расширений SSE и за счёт быстрой 256-битной шины кэш-памяти (против 64-битной у Athlon)
- Intel Pentium 4. Серьёзно уступал всем конкурентам на равных частотах, однако за счёт архитектуры NetBurst имел значительно более высокий частотный потенциал, что позволяло их опережать в оптимизированных под эту архитектуру приложениях. При некотором преимуществе в тактовой частоте процессоры Pentium 4, выпущенные одновременно с процессорами Athlon, на большинстве приложений уступали конкуренту, но в некоторых задачах были быстрее за счёт поддержки расширений SSE и SSE2.
- Intel Celeron (Coppermine-128). Предназначался для рынка недорогих настольных компьютеров. Уступал как процессорам Athlon, так и конкуренту — AMD Duron — в основном за счёт использования медленной системной шины (66 / 100 МГц против 200 / 266 МГц у AMD Athlon и Duron). Уменьшенный до 128 Кбайт кэш второго уровня также не позволял процессорам Celeron приблизиться к конкурентам.
- AMD Duron. Предназначался для рынка недорогих настольных компьютеров. Уступал процессорам Athlon за счёт меньшего объёма кэша второго уровня, а впоследствии и за счёт менее быстрой системной шины, чем у процессоров Athlon.
- VIA C3. Предназначался для компьютеров с низким энергопотреблением, имел крайне низкую производительность и уступал всем конкурирующим процессорам.
- Transmeta Crusoe. Предназначался для использования в портативных компьютерах. Имел очень низкое энергопотребление, по производительности отставал от равночастотного Athlon.

### «Битва за гигагерц»
К концу 1999 года тактовые частоты процессоров, выпускаемых компаниями Intel и AMD, вплотную приблизились к отметке 1 ГГц. С точки зрения рекламных возможностей, первенство в покорении этой частоты означало серьёзное превосходство над конкурентом, поэтому Intel и AMD прикладывали значительные усилия для преодоления гигагерцового рубежа.
Процессоры Intel Pentium III на тот момент выпускались по 180-нм технологии и имели интегрированный кэш второго уровня, работающий на частоте ядра. На частотах, близких к 1 ГГц, интегрированный кэш работал нестабильно.
Процессоры AMD Athlon также выпускались по 180-нм технологии, но имели внешний кэш, работающий на уменьшенной частоте. На частотах, близких к 1 ГГц, кэш работал на трети частоты ядра, что позволяло проще наращивать тактовую частоту процессоров.
Это предопределило исход противостояния: 6 марта 2000 года компанией AMD был представлен процессор Athlon, работающий на тактовой частоте 1 ГГц. Кэш-память второго уровня в этом процессоре работала на частоте 333 МГц. Поставки Athlon 1 ГГц производителям готовых систем (Compaq и Gateway) начались сразу же после анонса, а в широкую продажу эти процессоры поступили менее чем через месяц после презентации. Через два дня, 8 марта 2000 года, компанией Intel был анонсирован процессор Pentium III 1 ГГц, который появился в широкой продаже со значительной задержкой.

## Интересные факты
- Единственным суперкомпьютером на базе процессоров Athlon, вошедшим в список TOP500 стал кластер Presto III, построенный в Токийском институте технологий (GSIC Center, Tokyo Institute of Technology) в 2000 году. В июне 2001 года Presto III содержал 78 процессоров Athlon 1333 МГц и занимал 438 место. Впоследствии Presto III был значительно модернизирован (480 процессоров Athlon MP) и в июне 2002 занял 47 место.[14]
- Процессор Athlon 1,4 ГГц на ядре Thunderbird A9 принял участие в известном видеоролике, снятом в 2001 году Томасом Пабстом и демонстрирующим эффективность термозащиты процессоров. После снятия кулера с работающего процессора, Athlon получил необратимые термические повреждения, в то время как система с процессором Pentium III зависла, однако процессор был своевременно отключён автоматикой термозащиты.[10]

## Технические характеристики
|                                                          | Argon | Pluto | Orion | Thunderbird                                                                        | Thunderbird                                                                        |
| -------------------------------------------------------- | --- | --- | --- | ---------------------------------------------------------------------------------- | ---------------------------------------------------------------------------------- |
| Десктопный                                               | | | |                                                                                    |                                                                                    |
| Тактовая частота                                         | | | |                                                                                    |                                                                                    |
| Частота ядра, МГц                                        | 500—700 | 550—950 | 1000 | 650—1000                                                                           | 650—1400                                                                           |
| Частота FSB, МГц                                         | 200 | 200 | 200 | 200                                                                                | 200—266                                                                            |
|                                                          | | | |                                                                                    |                                                                                    |
| Характеристики ядра                                      | | | |                                                                                    |                                                                                    |
| Набор инструкций                                         | IA-32, MMX, 3DNow!, Extended 3DNow!                                                                               | IA-32, MMX, 3DNow!, Extended 3DNow!                                                                               | IA-32, MMX, 3DNow!, Extended 3DNow!                                                                               | IA-32, MMX, 3DNow!, Extended 3DNow!                                                | IA-32, MMX, 3DNow!, Extended 3DNow!                                                |
| Разрядность регистров                                    | 32 бит (целочисленные), 80 бит (вещественночисленные), 64 бит (MMX)                                               | 32 бит (целочисленные), 80 бит (вещественночисленные), 64 бит (MMX)                                               | 32 бит (целочисленные), 80 бит (вещественночисленные), 64 бит (MMX)                                               | 32 бит (целочисленные), 80 бит (вещественночисленные), 64 бит (MMX)                | 32 бит (целочисленные), 80 бит (вещественночисленные), 64 бит (MMX)                |
| Глубина конвейера                                        | Целочисленный: 10 стадий, вещественночисленный: 15 стадий                                                         | Целочисленный: 10 стадий, вещественночисленный: 15 стадий                                                         | Целочисленный: 10 стадий, вещественночисленный: 15 стадий                                                         | Целочисленный: 10 стадий, вещественночисленный: 15 стадий                          | Целочисленный: 10 стадий, вещественночисленный: 15 стадий                          |
| Разрядность ША                                           | 43 бит[уточнить]                                                                                                  | 43 бит[уточнить]                                                                                                  | 43 бит[уточнить]                                                                                                  | 43 бит[уточнить]                                                                   | 43 бит[уточнить]                                                                   |
| Разрядность ШД                                           | 64 бит + 8 бит ECC                                                                                                | 64 бит + 8 бит ECC                                                                                                | 64 бит + 8 бит ECC                                                                                                | 64 бит + 8 бит ECC                                                                 | 64 бит + 8 бит ECC                                                                 |
| Количество транзисторов, млн                             | 22 | 22 | 22 | 37                                                                                 | 37                                                                                 |
|                                                          | | | |                                                                                    |                                                                                    |
| Кеш L1                                                   | | | |                                                                                    |                                                                                    |
| Кэш данных                                               | 64 Кбайт, 2-канальный наборно-ассоциативный, длина строки — 64 байта, двухпортовый                                | 64 Кбайт, 2-канальный наборно-ассоциативный, длина строки — 64 байта, двухпортовый                                | 64 Кбайт, 2-канальный наборно-ассоциативный, длина строки — 64 байта, двухпортовый                                | 64 Кбайт, 2-канальный наборно-ассоциативный, длина строки — 64 байта, двухпортовый | 64 Кбайт, 2-канальный наборно-ассоциативный, длина строки — 64 байта, двухпортовый |
| Кэш инструкций                                           | 64 Кбайт, 2-канальный наборно-ассоциативный, длина строки — 64 байта                                              | 64 Кбайт, 2-канальный наборно-ассоциативный, длина строки — 64 байта                                              | 64 Кбайт, 2-канальный наборно-ассоциативный, длина строки — 64 байта                                              | 64 Кбайт, 2-канальный наборно-ассоциативный, длина строки — 64 байта               | 64 Кбайт, 2-канальный наборно-ассоциативный, длина строки — 64 байта               |
|                                                          | | | |                                                                                    |                                                                                    |
| Кеш L2                                                   | | | |                                                                                    |                                                                                    |
| Объём, Кбайт                                             | 512 | 512 | 512 | 256                                                                                | 256                                                                                |
| Частота                                                  | 1/2 частоты ядра (модели до 700 МГц) 1/2,5 частоты ядра (модели 750—850 МГц) 1/3 частоты ядра (модели от 900 МГц) | 1/2 частоты ядра (модели до 700 МГц) 1/2,5 частоты ядра (модели 750—850 МГц) 1/3 частоты ядра (модели от 900 МГц) | 1/2 частоты ядра (модели до 700 МГц) 1/2,5 частоты ядра (модели 750—850 МГц) 1/3 частоты ядра (модели от 900 МГц) | частота ядра                                                                       | частота ядра                                                                       |
| Разрядность BSB                                          | 64 бит + 8 бит ECC                                                                                                | 64 бит + 8 бит ECC                                                                                                | 64 бит + 8 бит ECC                                                                                                | 64 бит + 8 бит ECC                                                                 | 64 бит + 8 бит ECC                                                                 |
| Организация                                              | Объединённый, наборно-ассоциативный; длина строки — 64 байта                                                      | Объединённый, наборно-ассоциативный; длина строки — 64 байта                                                      | Объединённый, наборно-ассоциативный; длина строки — 64 байта                                                      | Объединённый, наборно-ассоциативный, эксклюзивный; длина строки — 64 байта         | Объединённый, наборно-ассоциативный, эксклюзивный; длина строки — 64 байта         |
| Ассоциативность                                          | 2-канальный | 2-канальный | 2-канальный | 16-канальный                                                                       | 16-канальный                                                                       |
|                                                          | | | |                                                                                    |                                                                                    |
| Интерфейс                                                | | | |                                                                                    |                                                                                    |
| Разъём                                                   | Slot A | Slot A | Slot A | Slot A                                                                             | Socket A                                                                           |
| Корпус                                                   | SECC | SECC | SECC | SECC                                                                               | керамический FCPGA, OPGA                                                           |
| Шина                                                     | EV6 (DDR) | EV6 (DDR) | EV6 (DDR) | EV6 (DDR)                                                                          | EV6 (DDR)                                                                          |
|                                                          | | | |                                                                                    |                                                                                    |
| Технологические, электрические и тепловые характеристики | | | |                                                                                    |                                                                                    |
| Технология производства                                  | 250 нм КМОП (шестислойный, алюминиевые соединения)                                                                | 180 нм КМОП (шестислойный, алюминиевые соединения)                                                                | 180 нм КМОП (шестислойный, алюминиевые соединения)                                                                | КМОП (шестислойный, алюминиевые или медные соединения)                             | КМОП (шестислойный, алюминиевые или медные соединения)                             |
| Площадь кристалла, мм²                                   | 184 | 102 | 102 | 120                                                                                | 120                                                                                |
| Напряжение ядра, В                                       | 1,6 | 1,6—1,8 | 1,8 | 1,7—1,75                                                                           | 1,7—1,75                                                                           |
| Напряжение кэша L2, В                                    | 2,5—3,3 | 2,5—3,3 | 2,5—3,3 | напряжение ядра                                                                    | напряжение ядра                                                                    |
| Напряжение цепей I/O, В                                  | 1,6 | 1,6 | 1,6 | 1,6                                                                                | 1,6                                                                                |
| Максимальное тепловыделение, Вт                          | 50 | 62 | 65 | 54                                                                                 | 72                                                                                 |

## Наименование моделей
Маркировка процессоров Athlon состоит из трёх строк. Первая строка является наименованием модели, вторая содержит информацию о ревизии ядра процессора и дате его выпуска, третья — информацию о партии процессоров.
Ниже представлена расшифровка строки наименования модели процессоров Athlon с различными ядрами.
Argon (AMD-K7xxxMTR51B):
- AMD-K7 — процессор AMD K7.
- xxx — тактовая частота, МГц.
- M — тип корпуса (картридж).
- T — напряжение питания (1,6 В).
- R — максимальная температура корпуса (70 °C).
- 5 — объём кэш-памяти второго уровня (512 Кбайт).
- 1 — частота кэш-памяти второго уровня (1/2 частоты ядра).
- B — частота системной шины (200 МГц).

Pluto, Orion (AMD-K7xxxMyR5zB):
- AMD-K7 — процессор AMD K7.
- xxx — тактовая частота, МГц.
- M — тип корпуса (картридж).
- y — напряжение питания (T: 1,6 В; P: 1,7 В; N: 1,8 В).
- R — максимальная температура корпуса (70 °C).
- 5 — объём кэш-памяти второго уровня (512 Кбайт).
- z — частота кэш-памяти второго уровня (1: 1/2 частоты ядра; 2: 1/2,5 частоты ядра; 3: 1/3 частоты ядра;).
- B — частота системной шины (200 МГц).

Thunderbird для Slot A (AMD-AxxxxMyR24B):
- AMD-A — процессор AMD Athlon.
- xxxx — тактовая частота, МГц.
- M — тип корпуса (картридж).
- y — напряжение питания (M: 1,75 В; N: 1,8 В; P: 1,7 В; T: 1,6 В).
- R — максимальная температура корпуса (70 °C).
- 2 — объём кэш-памяти второго уровня (256 Кбайт).
- 4 — частота кэш-памяти второго уровня (равна частоте ядра).
- B — частота системной шины (200 МГц).

Thunderbird для Socket A (Axxxxgyz3v):
- A — процессор AMD Athlon.
- xxxx — тактовая частота, МГц.
- g — тип корпуса (A: керамический PGA, D: органический PGA).
- y — напряжение питания (H: 1,55 В; U: 1,6 В; K: 1,65 В; P: 1,70 В; M: 1,75 В).
- z — максимальная температура корпуса (T: 90 °C; S: 90 °C).
- 3 — объём кэш-памяти второго уровня (256 Кбайт).
- v — частота системной шины (B: 200 МГц; C: 266 МГц).

## Ревизии ядер процессоров
Argon
| Ревизия | CPU Id | Примечание                                                                                           |
| ------- | ------ | --- |
| C1      | 0x611h | модели AMD-K7500MTR51B C, AMD-K7550MTR51B C, AMD-K7600MTR51B C, AMD-K7650MTR51B C, AMD-K7700MTR51B C |
| C2      | 0x612h | модели AMD-K7500MTR51B C, AMD-K7550MTR51B C, AMD-K7600MTR51B C, AMD-K7650MTR51B C, AMD-K7700MTR51B C |

Pluto, Orion
| Ревизия | CPU Id | Примечание |
| ------- | ------ | --- |
| A1      | 0x621h | модели AMD-K7550MTR51B A, AMD-K7600MTR51B A, AMD-K7650MTR51B A, AMD-K7700MTR51B A, AMD-K7750MTR52B A, AMD-K7800MPR52B A, AMD-K7850MPR52B A, AMD-K7900MNR53B A, AMD-K7950MNR53B A, AMD-K7100MNR53B A |
| A2      | 0x622h | модели AMD-K7550MTR51B A, AMD-K7600MTR51B A, AMD-K7650MTR51B A, AMD-K7700MTR51B A, AMD-K7750MTR52B A, AMD-K7800MPR52B A, AMD-K7850MPR52B A, AMD-K7900MNR53B A, AMD-K7950MNR53B A, AMD-K7100MNR53B A |

Thunderbird
| Ревизия | CPU Id | Примечание |
| ------- | ------ | --- |
| A4      | 0x642h | модели AMD-A1000MMR24B A, AMD-A0950MMR24B A, AMD-A0900MMR24B A, AMD-A0850MPR24B A, AMD-A0800MPR24B A, AMD-A0750MPR24B A, AMD-A0700MPR24B A, AMD-A0650MPR24B A (Slot A) модели A1400AMS3B, A1400AMS3C, A1333AMS3C, A1300AMS3B, A1200AMS3C, A1133AMS3C, A1000AMT3C, A1200AMT3B, A1100AMT3B, A1000AMT3B, A1000APT3B, A1000AUT3B, A0950AMT3B, A0950APT3B, A0900AMT3B, A0900APT3B, A0850AMT3B, A0850APT3B, A0800AMT3B, A0800APT3B, A0750AMT3B, A0750APT3B, A0700AMT3B, A0700APT3B, A0650APT3B (Socket A) |
| A5      | 0x642h | модели AMD-A1000MMR24B A, AMD-A0950MMR24B A, AMD-A0900MMR24B A, AMD-A0850MPR24B A, AMD-A0800MPR24B A, AMD-A0750MPR24B A, AMD-A0700MPR24B A, AMD-A0650MPR24B A (Slot A) модели A1400AMS3B, A1400AMS3C, A1333AMS3C, A1300AMS3B, A1200AMS3C, A1133AMS3C, A1000AMT3C, A1200AMT3B, A1100AMT3B, A1000AMT3B, A1000APT3B, A1000AUT3B, A0950AMT3B, A0950APT3B, A0900AMT3B, A0900APT3B, A0850AMT3B, A0850APT3B, A0800AMT3B, A0800APT3B, A0750AMT3B, A0750APT3B, A0700AMT3B, A0700APT3B, A0650APT3B (Socket A) |
| A6      | 0x642h | модели AMD-A1000MMR24B A, AMD-A0950MMR24B A, AMD-A0900MMR24B A, AMD-A0850MPR24B A, AMD-A0800MPR24B A, AMD-A0750MPR24B A, AMD-A0700MPR24B A, AMD-A0650MPR24B A (Slot A) модели A1400AMS3B, A1400AMS3C, A1333AMS3C, A1300AMS3B, A1200AMS3C, A1133AMS3C, A1000AMT3C, A1200AMT3B, A1100AMT3B, A1000AMT3B, A1000APT3B, A1000AUT3B, A0950AMT3B, A0950APT3B, A0900AMT3B, A0900APT3B, A0850AMT3B, A0850APT3B, A0800AMT3B, A0800APT3B, A0750AMT3B, A0750APT3B, A0700AMT3B, A0700APT3B, A0650APT3B (Socket A) |
| A7      | 0x642h | модели AMD-A1000MMR24B A, AMD-A0950MMR24B A, AMD-A0900MMR24B A, AMD-A0850MPR24B A, AMD-A0800MPR24B A, AMD-A0750MPR24B A, AMD-A0700MPR24B A, AMD-A0650MPR24B A (Slot A) модели A1400AMS3B, A1400AMS3C, A1333AMS3C, A1300AMS3B, A1200AMS3C, A1133AMS3C, A1000AMT3C, A1200AMT3B, A1100AMT3B, A1000AMT3B, A1000APT3B, A1000AUT3B, A0950AMT3B, A0950APT3B, A0900AMT3B, A0900APT3B, A0850AMT3B, A0850APT3B, A0800AMT3B, A0800APT3B, A0750AMT3B, A0750APT3B, A0700AMT3B, A0700APT3B, A0650APT3B (Socket A) |
| A9      | 0x644h | модели AMD-A1000MMR24B A, AMD-A0950MMR24B A, AMD-A0900MMR24B A, AMD-A0850MPR24B A, AMD-A0800MPR24B A, AMD-A0750MPR24B A, AMD-A0700MPR24B A, AMD-A0650MPR24B A (Slot A) модели A1400AMS3B, A1400AMS3C, A1333AMS3C, A1300AMS3B, A1200AMS3C, A1133AMS3C, A1000AMT3C, A1200AMT3B, A1100AMT3B, A1000AMT3B, A1000APT3B, A1000AUT3B, A0950AMT3B, A0950APT3B, A0900AMT3B, A0900APT3B, A0850AMT3B, A0850APT3B, A0800AMT3B, A0800APT3B, A0750AMT3B, A0750APT3B, A0700AMT3B, A0700APT3B, A0650APT3B (Socket A) |

## Изменение параметров процессора
Тактовая частота, частота кэш-памяти второго уровня и напряжение питания процессоров Athlon в корпусе SECC задаются с помощью групп резисторов, расположенных на процессорной плате. Резисторы могут либо присутствовать, соединяя контактные площадки, либо отсутствовать.
Изменение параметров процессора осуществляется либо перепайкой резисторов, либо при помощи специального устройства (обычно называемого «Goldfinger»), подсоединяемого к технологическому разъёму на процессорной плате.
За изменение тактовой частоты и напряжения питания отвечают следующие группы резисторов:
- FID (R155, R156, R157, R158), BP_FIDa (R121, R122, R123, R124), BP_FIDb (R3, R4, R5, R6) — коэффициент умножения.
- VID (R148, R150, R151, R153) — напряжение питания.

Частота кэш-памяти второго уровня может задаваться программным путём. Для этого требуется BIOS с поддержкой данной функции.
Тактовая частота и напряжение питания процессоров Athlon в корпусе FCPGA. задаются с помощью нескольких групп контактов, расположенных на подложке процессора. Контакты могут быть либо замкнуты, либо пережжены лазером в процессе производства процессора.
Расположение контактов на подложке позволяет пользователю в домашних условиях изменять параметры процессора, соединяя разорванные контакты, либо перерезая замкнутые.
За изменение указанных параметров отвечают следующие группы контактов:
- L1 — линии, ответственные за изменение коэффициента умножения (замыкание контактов группы L1 разрешает изменение коэффициента умножения).
- BP_FID (L3, L4), FID (L6) — коэффициент умножения.
- VID (L7) — напряжение питания.

## Исправленные ошибки
Процессор представляет собой сложное микроэлектронное устройство, что не позволяет исключить вероятность его некорректной работы. Ошибки появляются на этапе проектирования и могут быть исправлены обновлениями микрокода процессора, прошивкой новой версии BIOS системной платы, либо выпуском новой ревизии ядра процессора. В процессорах Athlon на ядрах Argon, Orion и Pluto обнаружено 13 различных ошибок, из которых 4 исправлены. В процессорах Athlon на ядре Thunderbird обнаружено 24 различных ошибки, из которых 2 исправлены.
Далее перечислены ошибки, исправленные в различных ревизиях ядер процессора Athlon. Данные ошибки присутствуют во всех ядрах, выпущенных до их исправления, начиная с ядра Argon C1, если не указано обратное. В процессорах на ядре Thunderbird ревизии A9 присутствует ошибка, в некоторых случаях не позволяющая процессору корректно работать после исправления микрокода.
Pluto A1
- Ошибка при работе с самомодифицирующимся кодом.
- Ошибка программной предвыборки данных.
- Ошибки, приводящие к потере производительности в режиме SMM.

Thunderbird A6
- Завышенное значение сопротивления на выводах ZN и ZP (Thunderbird A4).

Thunderbird A7
- Возникновение тупиковых ситуаций и последующее зависание при исполнении некоторых последовательностей операций.